# Peugeot 1535
Der Peugeot 1535 war ein Lkw, den Peugeot wahrscheinlich ab 1921 als direkten Nachfolger des Type 1525 produzierte, der bis 1920 erhältlich war.
Der bewährte Vierzylindermotor, der bereits in die Peugeot-Lkw-Typen 1515 und Type 1525 seit 1915 eingebaut wurde, leistete im 4-t-Lkw Type 1535 etwa 38 PS bei 1400/min. Fiskalisch war der Motor mit 22 CV eingestuft. Er hatte einen Horizontalvergaser von Zenith und Wasserkühlung mit Umlaufpumpe. Das Getriebe hatte vier Gänge. Die Antriebskraft wurde über eine Kardanwelle auf die Hinterachse übertragen. Die Lenkung war noch, wie in dieser Ära üblich, auf der rechten Seite des Fahrzeugs.
Der Radstand betrug 3900 mm, die Spurweite vorn 1650 mm, die an der Hinterachse 1410 mm. Die Bereifung an der Vorderachse hatte einen Durchmesser von 940 mm bei einer Breite von 130 mm. Die Hinterachsbereifung war etwas größer dimensioniert mit 1000 mm Durchmesser bei 130 mm Breite.
Die Zuladung betrug 4000 kg. Der Verbrauch war mit rund 40 Liter auf 100 km angegeben. Der Motorölverbrauch lag, bei ebenfalls 100 km Entfernung, bei rund 3 Liter.
Der Lkw erreichte eine Höchstgeschwindigkeit von 25 km/h. Der Preis für den 4t LKW betrug 1925 in Frankreich 35.000 Francs.